# مبارك الحمد الصباح
الشيخ مبارك الحمد الصباح (1920 - 20 مايو 2002 )، وزير كويتي سابق. هو الابن الأكبر للشيخ حمد المبارك الصباح. عند وفاته كان عميدًا للأسرة الحاكمة.

## حياته السياسية
عمل رئيسًا لشرطة الميناء لفترة من الوقت. وقبل الاستقلال تولى رئاسة دائرة الأوقاف، وبعد الاستقلال وإجراء انتخابات المجلس التأسيسي عُيّن في 17 يناير 1962 وزيرًا للأوقاف في الحكومة الأولى، وأعيد تعينه بنفس المنصب في 28 يناير 1963 وذلك بعد إجراء انتخابات مجلس الأمة الأول، استقال من منصبه بتاريخ 13 مارس 1964، ولم يشغل بعدها أي منصب سياسي.

## حياته العائلية
تزوج من:
- السيدة وضحة علي عبد الرحمن المنير.

ولديه من الأبناء:
- الشيخ حمد (حمد الأول متوفى).
- الشيخ جابر (رئيس مجلس الوزراء الكويتي السابق).
- الشيخة فوزية.

تزوج من:
- الشيخة الجازي الأحمد الجابر الصباح.

ولديه من الأبناء:
- الشيخ سالم.
- الشيخ ناصر.
- الشيخة وفيقة.
- الشيخة وداد.
- الشيخة وفاء.
- الشيخة ربيعة.
- الشيخة مفيدة.
- الشيخة موضي.
- الشيخة فايدة.
- الشيخ حمد (حمد الثاني).
- الشيخ أحمد.
- الشيخ عبد الله.